# (2399) Terradas
(2399) Terradas (1971 MA) – planetoida z pasa głównego asteroid okrążająca Słońce w ciągu 3,35 lat w średniej odległości 2,24 au. Została odkryta 17 czerwca 1971 roku przez Carlosa Cesco. Nazwa planetoidy została nadana na cześć Estebana Terradasa, hiszpańskiego matematyka, naukowca i inżyniera. Planetoida należy do rodziny planetoidy Flora nazywanej też czasem rodziną Ariadne.